# Virginia Slims of Chicago 1973
Il Virginia Slims of Chicago 1973 è stato un torneo di tennis giocato sul sintetico indoor. È stata la 2ª edizione del torneo, che fa parte del Virginia Slims Circuit 1973. Si è giocato a di Chicago, Illinois negli USA dal 5 all'11 marzo 1973.

## Campionesse

### Singolare
Margaret Court ha battuto in finale  Billie Jean King con il punteggio di 6–2, 4–6, 6–4

### Doppio
Rosemary Casals /  Billie Jean King hanno battuto in finale  Karen Krantzcke /  Betty Stöve con il punteggio di 6–4, 6–2